# Novossiólovka (Stari Oskol)
|  | Per a altres significats, vegeu «Novossiólovka». |

Novossiólovka - Новосёловка (rus) - és un poble de l'óblast de Bélgorod, a Rússia. El 2010 tenia 241 habitants. Pertany al districte (raion) de Stari Oskol.